# Plchov
Obec Plchov se nachází osm kilometrů severozápadně od Slaného v okrese Kladno, kraj Středočeský. Žije zde 206 obyvatel. Vsí protéká Bakovský potok.

## Historie
První písemná zmínka o vesnici pochází z roku 1227.

### Územněsprávní začlenění
Dějiny územněsprávního začleňování zahrnují období od roku 1850 do současnosti. V chronologickém přehledu je uvedena územně administrativní příslušnost obce v roce, kdy ke změně došlo:
- 1850 země česká, kraj Praha, politický i soudní okres Slaný[4]
- 1855 země česká, kraj Praha, soudní okres Slaný[4]
- 1868 země česká, politický i soudní okres Slaný[4]
- 1939 země česká, Oberlandrat Kladno, politický i soudní okres Slaný[5]
- 1942 země česká, Oberlandrat Praha, politický i soudní okres Slaný[6]
- 1945 země česká, správní i soudní okres Slaný[7]
- 1949 Pražský kraj, okres Slaný[8]
- 1960 Středočeský kraj, okres Kladno[9]

### Rok 1932
Ve vsi Plchov (320 obyvatel) byly v roce 1932 evidovány tyto živnosti a obchody: holič, 2 hostince, kolář, kovář, obchod s ovocem a zeleninou, pojišťovací jednatelství, 2 rolníci, sadař, obchod se smíšeným zbožím, spořitelní a záložní spolek pro Plchov, trafika, truhlář.

## Přírodní poměry
Katastrální území Plchov leží v Dolnooharské tabuli, v podcelku Řipská tabule a okrsku Perucká tabule. Osou, která vede územím přibližně ve směru západ–východ je Bakovský potok, na kterém se západně od vesnice nachází Plchovský rybník s rozlohou sedm hektarů.

## Doprava
- Silniční doprava – Do obce vedou silnice III. třídy. Ve vzdálenosti 2 km vede silnice I/7 Praha – Chomutov v úseku Slaný – Louny.
- Železniční doprava – Železniční trať ani stanice na území obce nejsou. Nejblíže obci je železniční stanice Klobuky v Čechách ve vzdálenosti 5 km ležící na trati 110 z Kralup nad Vltavou a Slaného do Loun.
- Autobusová doprava – V obci zastavovaly v červnu 2011 autobusové linky Slaný – Srbeč – Mšec (7 spojů tam, 8 spojů zpět) a Pozdeň – Slaný – Praha (1 spoj tam i zpět) (dopravce ČSAD Slaný).[13]